# Pozo del Capitán
El Pozo del Capitán es una localidad y pedanía española perteneciente al municipio de Níjar, en la provincia de Almería, comunidad autónoma de Andalucía. Se encuentra dentro del parque natural de Cabo de Gata-Níjar. Está a unos 2 km de la pedanía de Puebloblanco.

## Patrimonio histórico y cultural
Sobre la zona se puede encontrar algún que otro cortijo como el de la Cayuela. Además, el Plan de Ordenación de los Recursos Naturales lo relacionó con algún yacimiento calcolítico.

## Población
Cuenta con 51 habitantes censados, incluidos en el barrio de Pueblo Blanco.
- Datos: Q6083873